# Capilla de los Huesos (Évora)

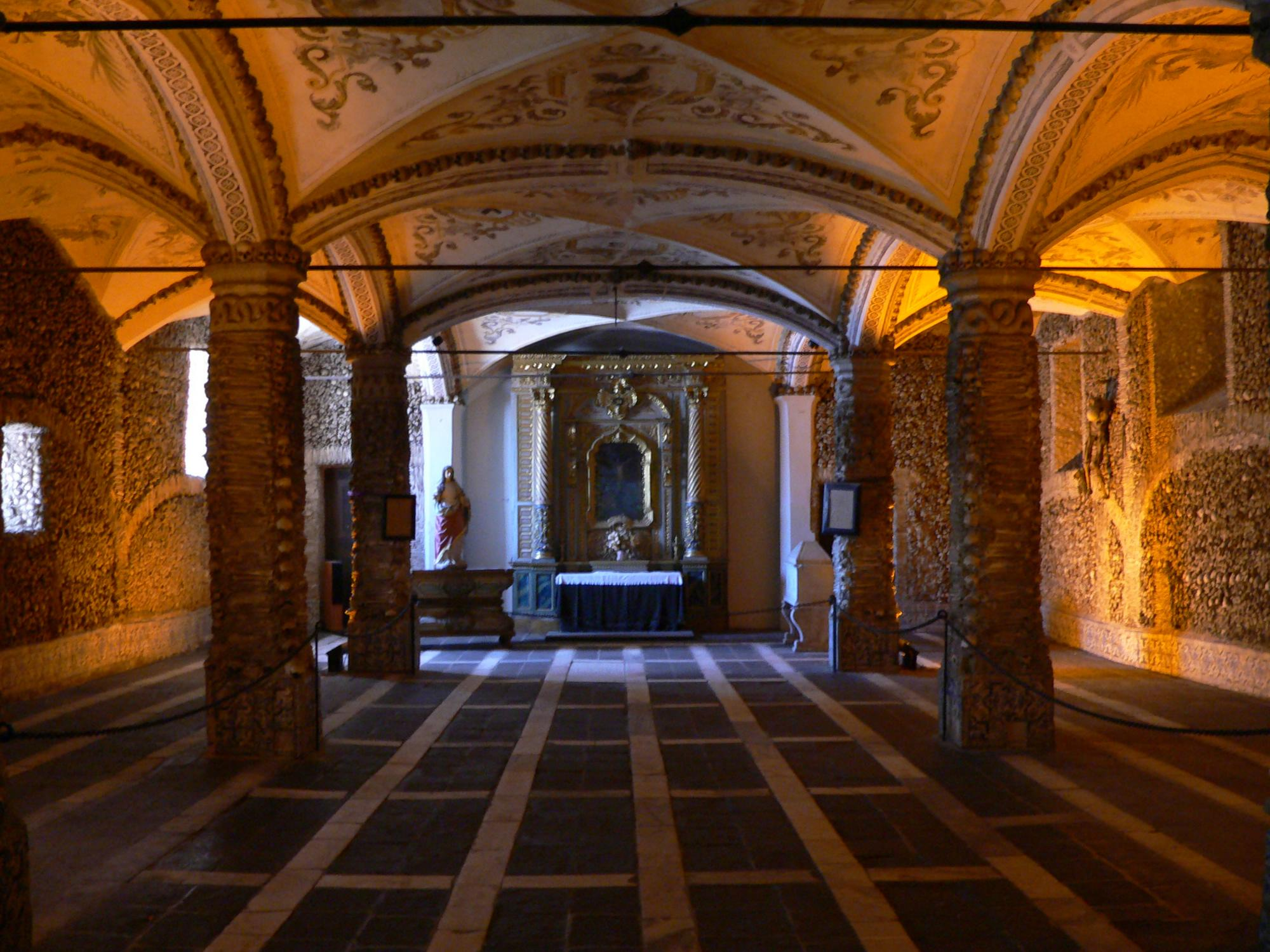
Capilla de los huesos.

Véase también la Capilla de los huesos en Faro.
La Capilla de los Huesos (en portugués Capela dos ossos) es un osario que forma una pequeña capilla interior contigua a la Iglesia de San Francisco, en la ciudad de Évora, Portugal.

## Origen
La Capilla de los huesos fue construida en el siglo XVI por un fraile franciscano quien, bajo el espíritu de la Contrarreforma de la región, quería llevar a sus hermanos hacia la contemplación y transmitir un mensaje sobre el carácter efímero y transitorio de la vida. Esto está claramente expresado en la inscripción que se puede leer en su entrada: 

Nós ossos que aqui estamos pelos vossos esperamos
Nosotros, los huesos que aquí estamos, por los vuestros esperamos.

## Descripción
La capilla tiene 18,7 metros de largo por 11 de ancho. La luz entra a través de tres pequeñas aberturas situadas en el lado izquierdo de la misma. Sus paredes y sus ocho columnas están decoradas de huesos largos y cráneos cuidadosamente ordenados y pegados con cemento. El techo está hecho de ladrillo blanco decorado con diferentes motivos.
Se calcula que el número aproximado de esqueletos necesarios para realizar semejante obra es de unos 5000, provenientes de los cementerios de las iglesias situadas en los alrededores. Algunos de los cráneos tienen dibujados grafitis sobre ellos. Además, hay dos cadáveres disecados colgados de unas cadenas, uno de ellos perteneciente a un niño.

## Imágenes

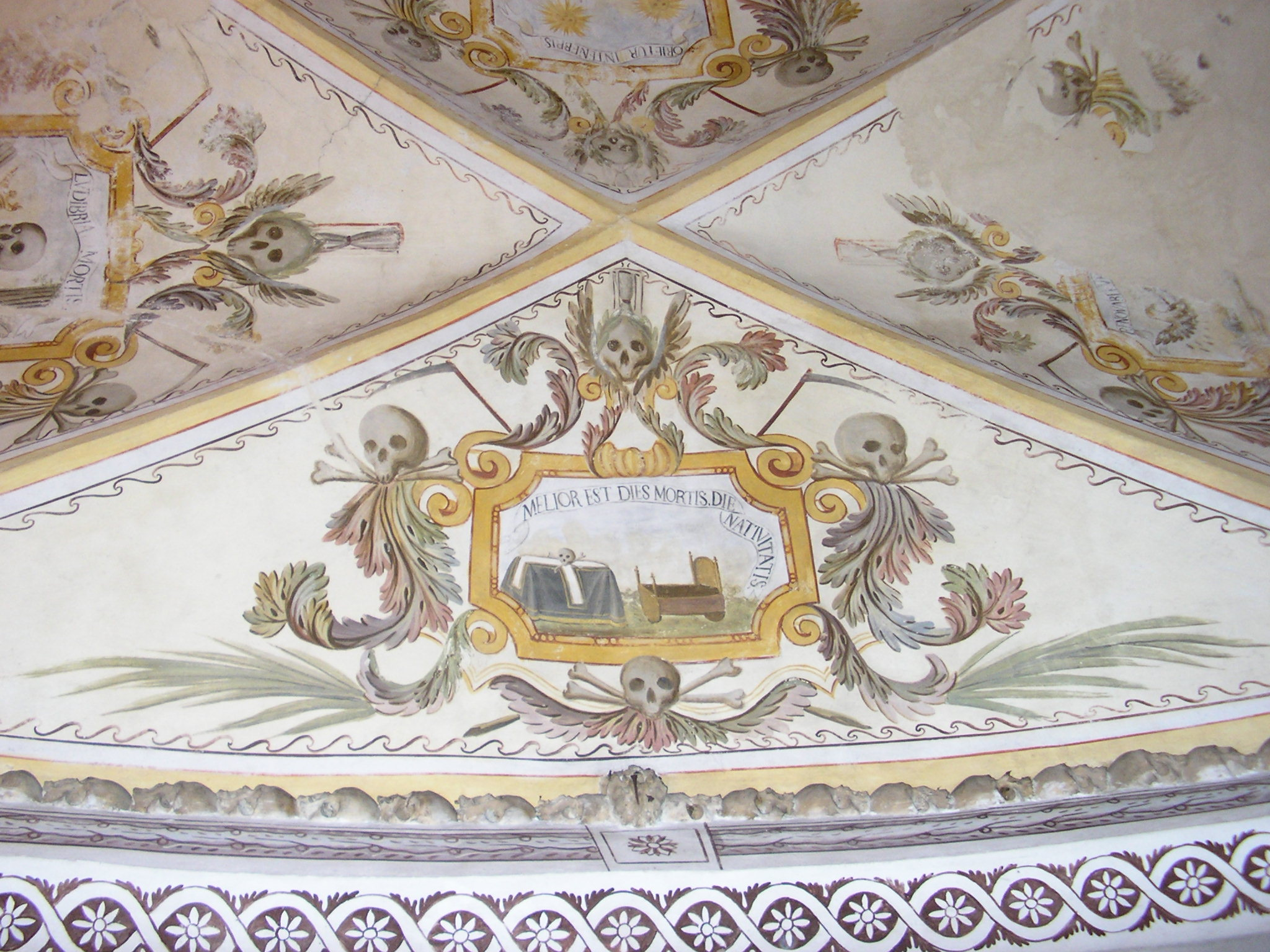
Detalle del techo: "Melior est dies mortis die nativitatis" (Ec. 7.1)
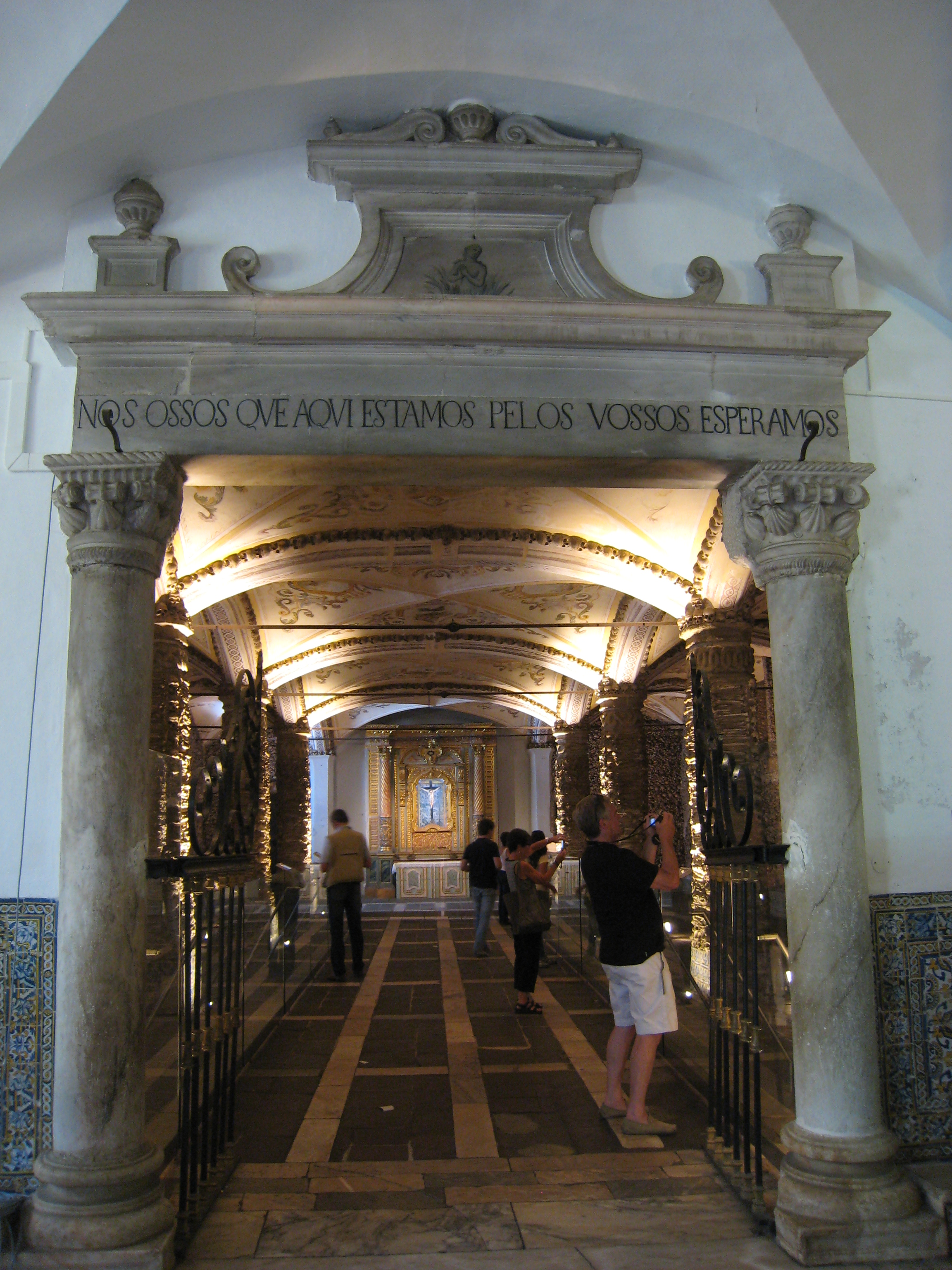
Entrada
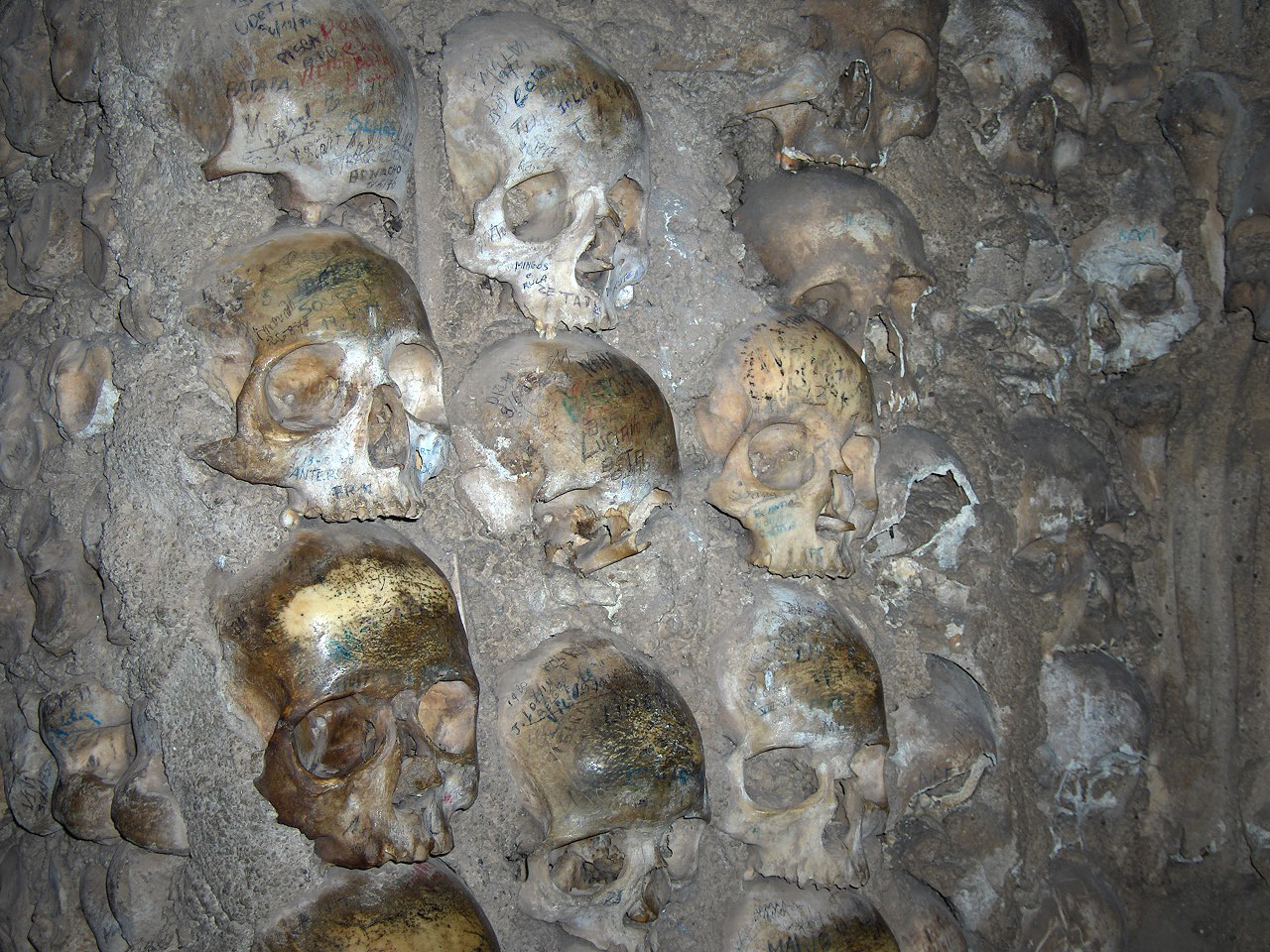
Detalle de los cráneos.
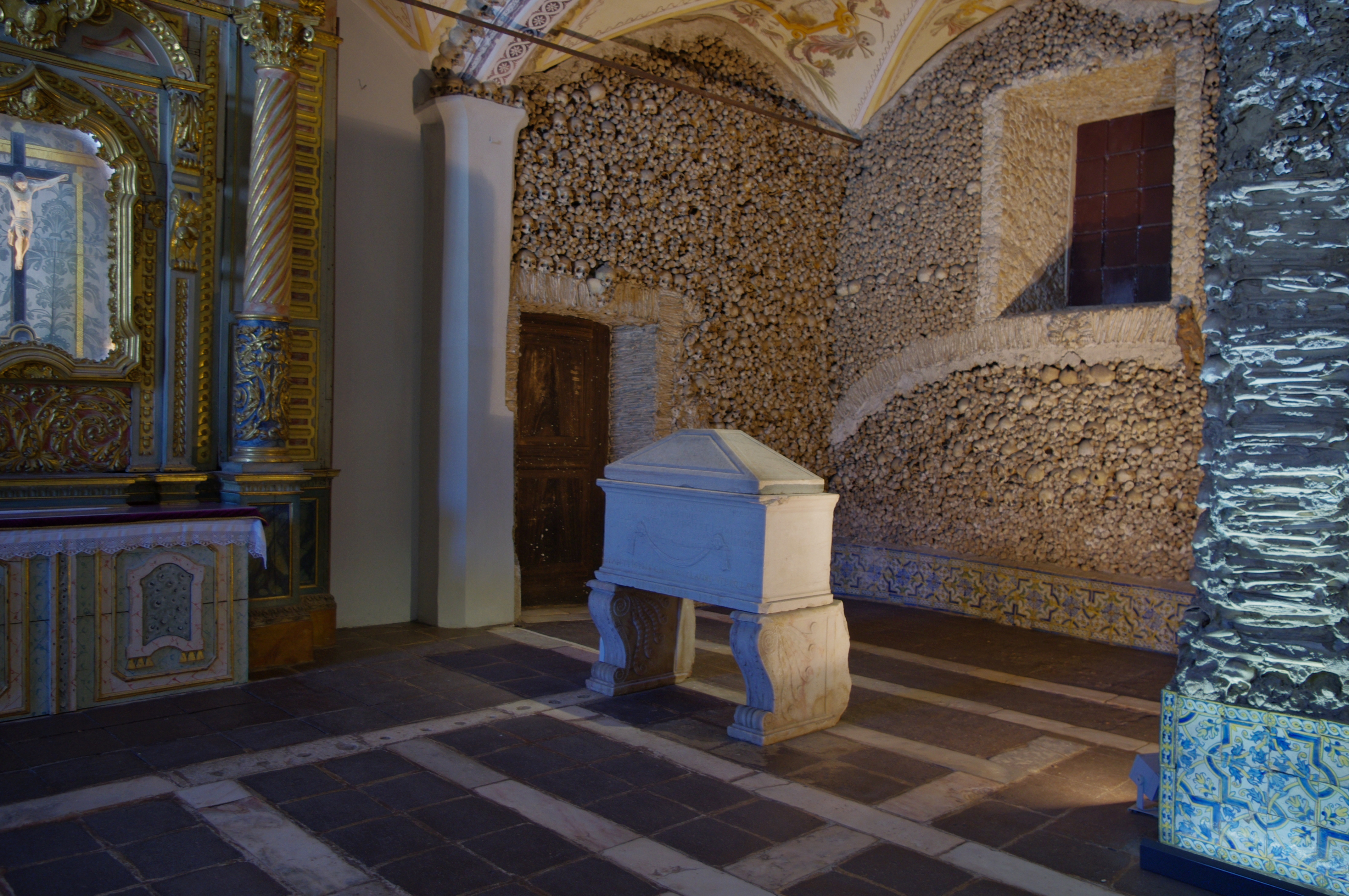
Osario
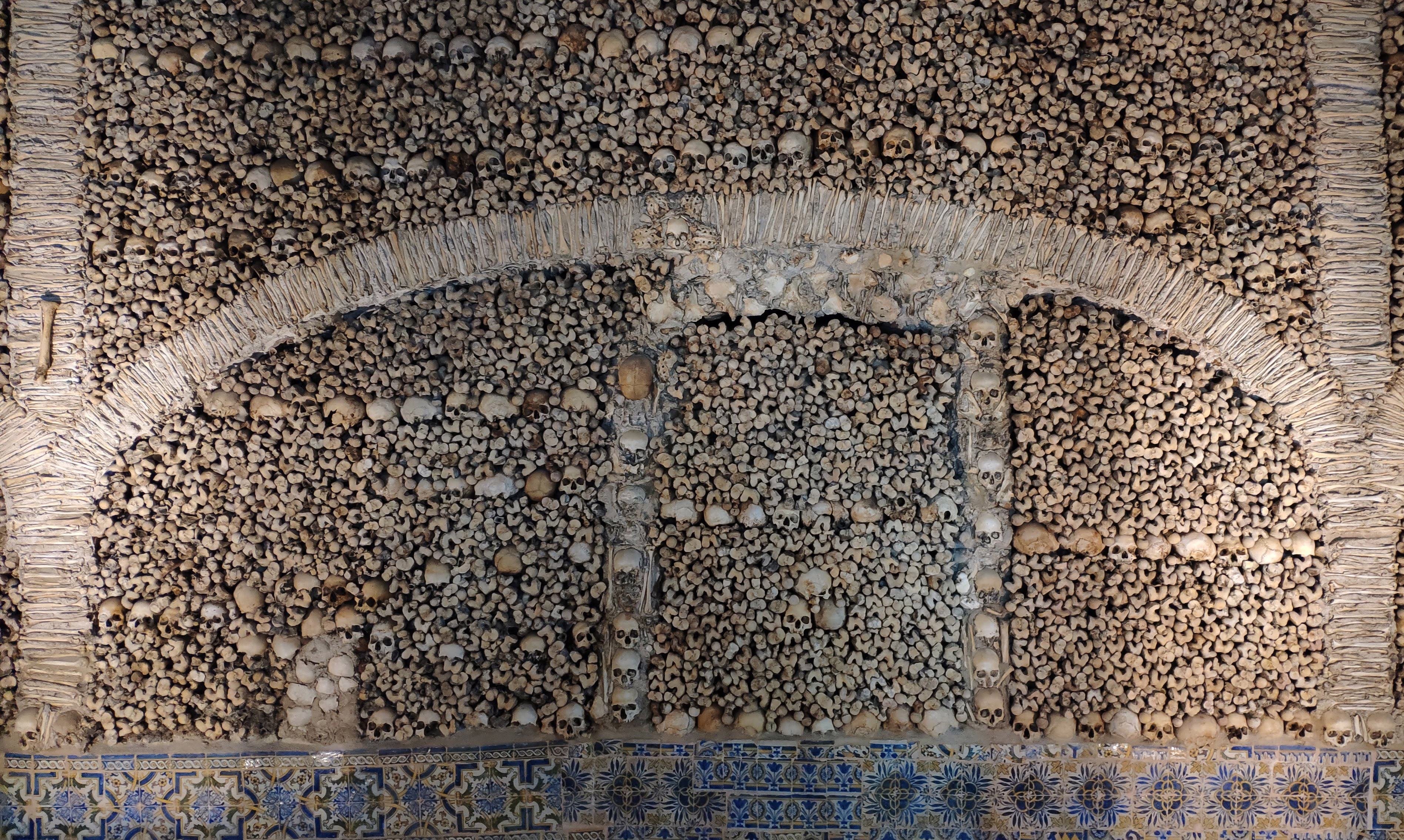
Muro de la capilla de los huesos.